# El Tribuno
El Tribuno es un diario argentino con sede en la ciudad de Salta, capital y ciudad más poblada de la provincia homónima en el noroeste del país. Es el de más extensa trayectoria en la historia de la provincia. Pertenece al grupo empresario Horizontes SA, de la familia Romero, que administra también Radio Salta AM 840, con alcance en toda la provincia. Es, además, socio de El Tribuno de Jujuy.

## Historia
El diario El Tribuno, de Salta, es el de más extensa trayectoria en la historia de la provincia. Pertenece al grupo empresario Horizontes SA, de la familia Romero, que administra también Radio Salta AM 840, con alcance en toda la provincia. Es además  socio de El Tribuno de Jujuy.
Su planta editorial está ubicada en la zona del barrio El Tribuno en Limache, al sur de la ciudad de Salta, sobre la ruta 68, que conduce al valle de Lerma y Cafayate.
Desde 1996 cuenta con un portal de información digital, con aplicación para teléfonos móviles, y participa de las redes Facebook, Youtube, Twitter e Instagram. 
El Tribuno es miembro de la Sociedad Interamericana de Prensa (SIP) y miembro fundador de la Asociación de Entidades Periodísticas de la Argentina (ADEPA).
A lo largo de siete décadas ha recibido importantes reconocimientos por sus contribuciones a la defensa de los derechos humanos. Cabe destacarse los premios otorgados, en 1997, por la investigación de la desaparición y el asesinato del ingeniero Diego Rodríguez Laguens, a manos de tres policías de Jujuy, y en 2000, por la denuncia de la presencia de un millón de minas antipersonales colocadas en la cordillera de los Andes por las Fuerzas Armadas chilenas tres décadas atrás, durante los aprestos bélicos de 1978.
Su primera edición salió a la calle el 21 de agosto de 1949. 
Desde entonces su línea editorial se consolidó sobre los principios de la democracia, la libertad de expresión, la justicia social, los derechos humanos y el federalismo. 
Su mismo nombre fue tomado del “tribuno de la plebe”, un cargo de la antigua república romana, elegido por los ciudadanos para defender sus derechos ante el poder del patriciado.
Aquel primer ejemplar de agosto de 1949, era de doce páginas a seis columnas en formato tabloide, bajo la consigna de “Un cabildo abierto para el Norte Argentino”.
Los principales accionistas de ese emprendimiento fueron Jaime Durán, Emilio Espelta, Ricardo Durand y el Partido Peronista. Su primer director fue Ricardo Falú, acompañado por Francisco Álvarez Leguizamón, Nolasco Zapata, José María Mirau, Luis Colmenares, Carlos Otero y María Rosa Guerrero. Pronto se incorporaría César Fermín Perdiguero. Falú fue sucedido en la dirección del diario por Eduardo Meleq, Amadeo Rodolfo Sirolli, Salvador Michel Ortiz, Enrique Arana y Antonio Frumento. Poco después, Falú regresó y fue el director hasta 1955. Un valiente y comprometido artículo, con su firma y en primera página, fue irritativo para la llamada Revolución Libertadora. El título “No hay revolución sin pueblo”, donde defendía al peronismo como movimiento popular, fue el pretexto para clausurar y confiscar el diario.
El Tribuno permaneció intervenido hasta 1957. El 11 de agosto de ese año fue adquirido en subasta pública por la sociedad conformada por Bernardino Biella, quien poco después se convertiría en gobernador de Salta como candidato de la Unión Cívica Radical Intransigente (UCRI – Frondicista), Jorge Raúl Decavi, quien sería el flamante director y poco después diputado nacional, y Roberto Romero, subdirector y administrador. El primer ejemplar de la nueva etapa tras dos años de intervención salió a la calle el 7 de septiembre de 1957.
La apuesta al futuro, al crecimiento y al desarrollo federal fue el sello que decidieron imponerle sus nuevos dueños al diario.
En 1959 se constituye el primer directorio de la empresa, presidido por Roberto Romero. Para ese entonces la estrategia comercial y el perfil editorial ya confluían para convertir a El Tribuno en un diario accesible y de interés para toda la ciudadanía. El manejo de la publicidad, la incorporación de avisos clasificados y de obituarios, la participación en eventos culturales en los barrios y en las localidades del interior de la provincia fueron la base del despegue en el que Romero fue activo protagonista. 
Con la incorporación de infraestructura, maquinaria y servicios modernos, el diario fue ganando espacio con perfil propio y compartiendo el mercado de lectores con el histórico periódico radical El Intransigente.
En 1967 incorpora el primer sistema offset integral en el país y en 1974 se traslada a su sede definitiva, en Limache.
Dos decisiones de Roberto Romero exhiben su objetivo de consolidar la independencia periodística y el espíritu federal. En 1976, se asocia con otros diarios de provincia para fundar Papel de Tucumán, buscando aprovechar el bagazo de la caña de azúcar para fabricar el insumo, abaratando los costos.
En esa década, además de integrar ADEPA y la Asociación de Diarios del Interior (ADIRA) Romero participa de la fundación de la agencia Noticias Argentinas, de la que será director en 1981.
El perfil definido del diario, que en sus primeros 35 años fue un bastión de la democracia en una era de golpes, proscripciones y dictaduras, despertó antipatías y rivalidades. Abundaron los enfrentamientos con las distintas intervenciones federales siendo objeto de amenazas, intentos de expropiación y hasta un atentado explosivo contra el domicilio del director, el 4 de abril de 1973. También, por intereses políticos de grupos cerrados de poder, se alimentaron leyendas negras sin sustento alguno para intentar descalificar a su propietario a la empresa y al medio.
Acompañó siempre a los procesos democráticos desde una visión independiente crítica y siempre en defensa de los intereses populares y de la provincia de Salta. 
En 1983, Roberto Romero antes de asumir la gobernación de la Provincia de Salta (1983-1987) deja la dirección del diario, continuo con su compromiso político hasta su  fallecimiento en un accidente automovilístico en Río de Janeiro el 15 de febrero de 1992 a los 63 años.
Ocupó la dirección del Diario su hijo Juan Carlos, desde 1983 hasta fines de 1986, cuando asumió una banca de senador nacional por Salta.
Lo sucedió Roberto Eduardo Romero, quien dirigió a El Tribuno hasta 2011. 
Su director actual es desde entonces, Sergio Romero.